# Country Dance
Country Dance is een Brits-Amerikaanse dramafilm uit 1970 onder regie van J. Lee Thompson.

## Verhaal
Als Hilary Dow ruzie krijgt met haar man Douglas, trekt ze een tijdlang in bij haar familie in Schotland. Ze komt erachter dat haar broer door zijn mentale problemen het familiebedrijf om zeep helpt. Hij heeft bovendien seksuele gevoelens voor zijn zus. Douglas reist zijn vrouw achterna en hij ontdekt welke gevoelens zijn zwager heeft.

## Rolverdeling
| Acteur            | Personage        |
| ----------------- | ---------------- |
| Peter O'Toole     | Charles Ferguson |
| Susannah York     | Hilary Dow       |
| Michael Craig     | Douglas Dow      |
| Harry Andrews     | Brig. Crieff     |
| Cyril Cusack      | Dr. Maitland     |
| Judy Cornwell     | Rosie            |
| Brian Blessed     | Jack Baird       |
| Robert Urquhart   | Veilingmeester   |
| Mark Malicz       | Benny            |
| Jean Anderson     | Matrone          |
| Lennox Milne      | Juffrouw Mailer  |
| Helena Gloag      | Tante Belle      |
| Marjorie Dalziel  | Bank Lizzie      |
| Marjorie Christie | Bun Mackenzie    |
| Rona Newton-John  | Juffrouw Scott   |